# CS Remat Zalău
CS Remat Zalău este un club de volei masculin profesionist din Zalău, România. Echipa iși disputâ meciurile de acasă în Sala Sporturilor din municipiul Zalău. A fost inființată in anul 1983 prin preluarea echipei din Șimleul Silvaniei. Actualul antrenor principal al echipei este polonezul Mariusz Sordyl. Formația a câștigat titlul național de cinci ori, fiind prima echipă masculină de volei din România care a participat în faza grupelor din Liga Campionilor.

## Lotul de jucători
| Număr | Nume                      | Naționalitate | Poziție   |
| ----- | ------------------------- | ------------- | --------- |
| 1     | Dos Santos Leonardo       | Brazilia      | Secund    |
| 3     | Ciupe Mihai               | România       | Secund    |
| 4     | Josifov Gjoko             | Macedonia     | Centru    |
| 5     | Mihalcea Răzvan           | România       | Centru    |
| 6     | Mărieș Mihai              | România       | Secund    |
| 7     | Mozer Zoltan              | România       | Secund    |
| 8     | Nagy Peter                | Ungaria       | Fals      |
| 10    | Pașcan Șerban             | România       | Fals      |
| 11    | Massinatori Dias J Carlos | Brazilia      | Centru    |
| 12    | Sladecek Michal           | Slovacia      | Ridicător |
| 13    | Stoian Andrei             | România       | Ridicător |
| 17    | Feher Adrian              | România       | Libero    |
| 18    | Laza Andrei               | România       | Centru    |

## Staff Tehnic
| Nume           | Naționalitate | Ocupație           |
| -------------- | ------------- | ------------------ |
| Mariusz Sordyl | Polonia       | Antrenor principal |
| Ovidiu Macarie | România       | Antrenor secund    |
| Szenasi Lorand | România       | Scouter            |

## Consiliul director
| Nume            | Naționalitate | Ocupație   |
| --------------- | ------------- | ---------- |
| Liviu Ciupe     | România       | Președinte |
| Viorel Trif     | România       | Secretar   |
| Radu Căpâlnașiu | România       | Membru     |

## Palmares Intern
- Campioană a Ligii Naționale de Volei

- 1997-1998, 1998-1999, 1999-2000, 2009-2010, 2010-2011, 2011-2012

- Vicecampioană a Ligii Naționale de Volei

- 2000 - 2001

## Palmares International
Prima echipă calificată în Liga Campionilor la volei masculin din România 
- 2009 - 2010 Faza grupelor
- 2010 - 2011 Faza grupelor

## Jucători notabili
- Aurel Vlaicu
- Mircea Abraham
- Sergiu Ilieș
- Adrian Gontariu